# Am Wall (Bremen)

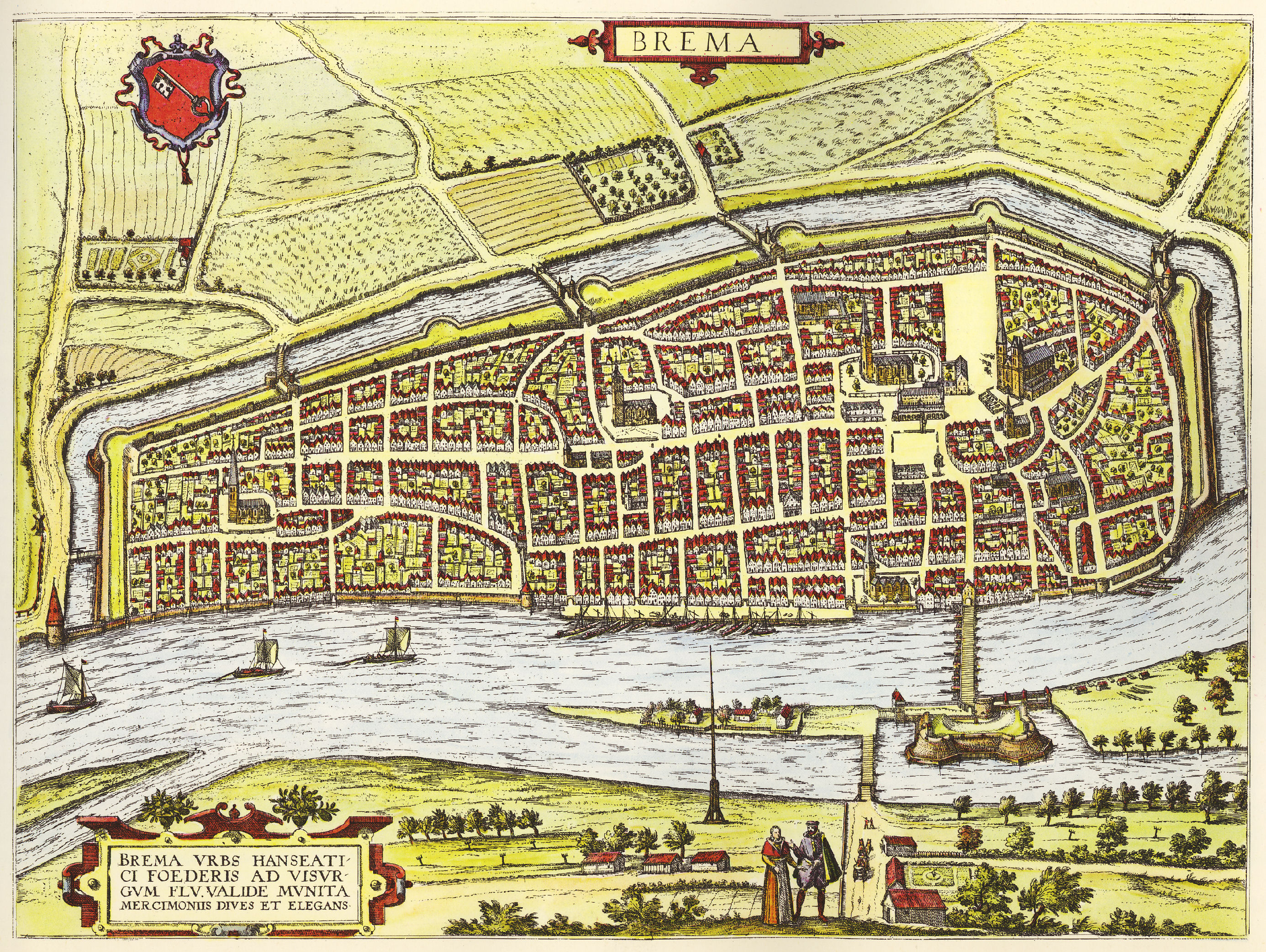
Hogenbergplan von 1598.
Erkennbar der Wallgraben mit den fünf Stadttoren; von links: Stephani-, Dove-, Ansgarii-, Herden- und Ostertor;
rechts führt der Altenwall zu Weser.

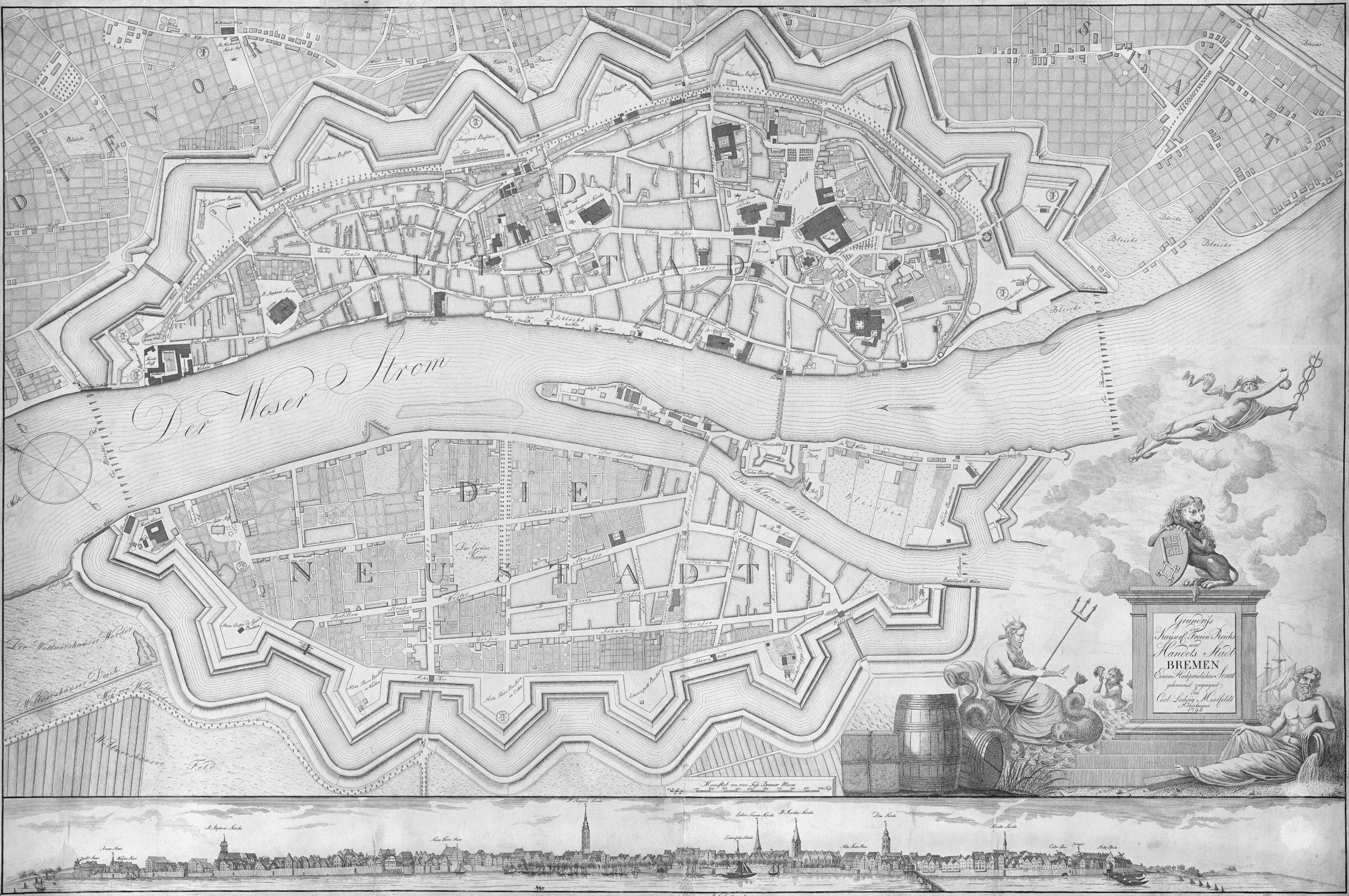
Murtfeldtplan von 1796
Zick-Zack der Befestigung

Die Straße Am Wall ist eine historische Wohn- und Geschäftshausstraße in Bremen.
Sie ist einseitig bebaut und führt vornehmlich in West-Ost-Richtung um die Altstadt an dem Park der Bremer Wallanlagen entlang, aus dem sich auch der Name der Straße ergibt. Zum Wallring gehört im Osten auch die Straße Altenwall.
Die Querstraßen wurden benannt als Daniel-von-Büren-Straße nach dem Ratsherrn und Bürgermeister von 1486 bis 1541, Doventorstraße nach dem tauben (dove) Tor, das damals keinen direkten Anschluss an die Hauptwege hatte, Bürgermeister-Smidt-Straße nach Senator und Bürgermeister Johann Smidt, das Herdentor nach dem Tor, durch welches die Viehherden getrieben wurden, Sögestraße (Soghestrate), durch welche die Söge=Sauen getrieben wurden, Ostertorstraße als östliches Tor und Ostertorsteinweg sowie vom Altenwall die Tiefer (Tivera= Fährplatz) und der Osterdeich am östlichen Deich sowie seit um 2006 die Eduard-Schopf-Allee nach dem Kaufmann Eduard Schopf, die die Altstadt mit der Überseestadt verbindet.

## Geschichte

### Von der Stadtmauer zum Wall
Die Bremer Altstadt mit ihrem birnenförmigen Umriss war auf der Landseite im Mittelalter von der Bremer Stadtmauer umschlossen, die im 17. Jahrhundert zur Befestigungsanlage umgebaut wurde. Im 18. Jahrhundert war der militärische Wert der Befestigungsanlagen um die Altstadt sehr gering geworden. 1802 wurde beschlossen die Brustwehren abzubauen und die Wälle zu einem Englischen Landschaftsgarten umzugestalten. Die Arbeiten wurden um 1811 fertiggestellt. Zwischen Wallanlage und Altstadt entstand die Straße Am Wall und die kurze Straße Altenwall.
Die von der Straße Am Wall tangierenden Straßen verweisen noch auf die zumeist seit 1804 nicht mehr vorhandenen Stadttore Stephanitor von 1284, Doventor von 1367, Abbentor von 1324, Herdentor von 1229, Bischofstor von 1274 mit der Bischofsnadel als „Acus episcopi“ (ein enger Durchgang) und dem Ostertor von 1238.

### Erste Bauordnung

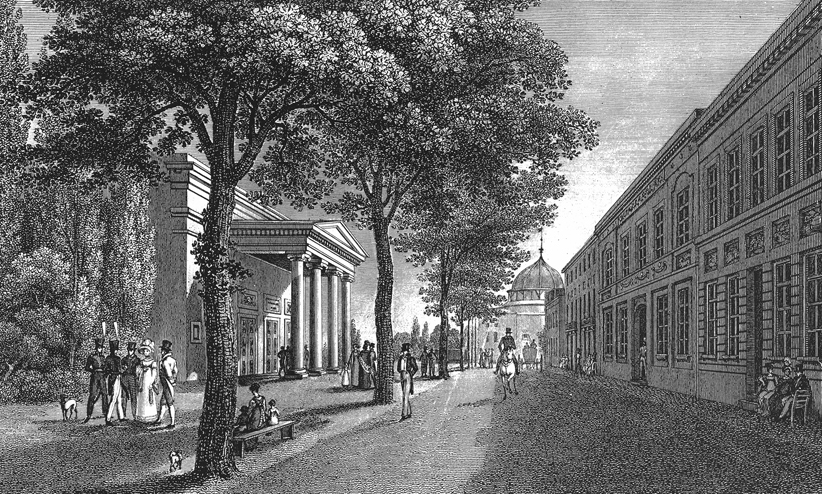
Das Erste Stadttheater 1822 Am Wall beim Ostertor

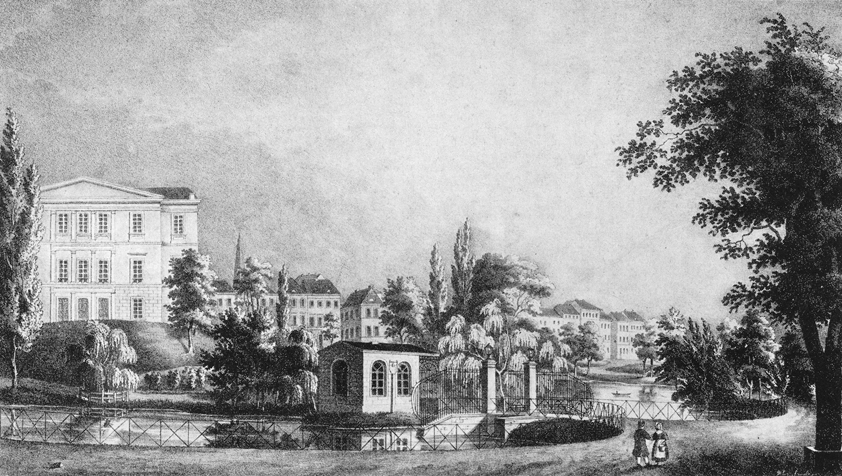
Am Wall im Bereich Bischofsnadel-Bastion im 19. Jh.

Eine Bauordnung vom 24. Juni 1804 besagte:
„Baureglement für die Wälle der Altstadt. Ein Hochedler Hochweiser Rath hält es anietzt, wo die Neigung, sich in solcher Gegend anzubauen, immer mehr zuzunehmen scheint, den Zeitumständen angemessen, folgendes über diesen Gegenstand festzusetzen:
1. Niemand ist berechtigt, auf dem Wallgrund der Altstadt ein neues Gebäude zu errichten ohne vorgängige Genehmigung der Herren Wallherren.
2. Als Baulinie für die auf den Altstadtwällen aufzuführenden Häusern wird für die Zukunft diejenige Linie angenommen, welche die unmittelbar am Fahrwege stehenden Häuser, Planken und Gartenbefriedigungen bilden.
3. Jedes künftige am Walle anzuführende Privatgebäude muß bis an besagte Baulinie vortreten.
4. In jedem Gebäude auf dem Walle dürfen a) die Eingangstreppen nicht außerhalb der Mauer des Hauses über die Baulinie hinausgelegt werden, b) die Haus- und Gartentüren wie auch die Fenster nach dem Walle nicht über die Baulinie hinausschlagen, c) keine über solche Linie aufschlagenden Fensterladen oder Klappen, d) keine mehr als sechs Zoll über die Baulinie vorspringende Verzierungen, e) keine Pfähle vor das Haus über die Baulinie hinausgesetzt, g) Abtritte nicht nach der Wallseite angelegt und h) das Regen- und Spülwasser von und aus jedem Gebäude nicht auf den Wall abgeleitet oder daselbst ausgegossen, sondern hinter den Wall abgeführt werden.“
Auf der Altstadtseite entstand nun an Stelle der Stadtmauer eine lange Reihe von 234 teils sehr ansehnlichen Bürgerhäusern; unterschiedlich zwar, aber geprägt durch den Stil der Zeit mit einer vornehmen Harmonie. Die zunächst nach den Wallbereichen unterschiedliche Hausnummerierung wurde 1864 vereinheitlicht, beginnend vom Stephaniviertel gab es 206 Hausnummern. Die Hausnummern von 207 bis 212 wurden später an Gebäude in den Wallanlagen auf der gegenüber liegenden Straßenseite vergeben.
Die früheren Häuser am Wall waren um die 10 bis 14 Meter breit. Sie hatten zumeist ein Walmdach. Die geputzten Fassaden entsprachen dem Still des Klassizismus, waren teils spätklassizistisch und teils im Stil des Historismus gestaltet.

## Die Häuser und Anlagen
An der Straße stehen zumeist drei- bis fünfgeschossige Gebäude. Die mit (D) gekennzeichneten Häuser stehen unter Denkmalschutz, siehe auch Liste der Kulturdenkmäler in Bremen-Mitte.

### Am Wall, Nr. 1 bis 44
Diese Häuser standen westlich vom Doventor in einem Bereich, der nach 1945 nicht wieder aufgebaut wurde. Die Straße Am Wall gibt es hier nicht mehr.
- Am Wall 34A war um 1822/23 der Wohnsitz von Johann Daniel Noltenius (1799–1852), Advokat, Bremer Senator (1809–1839) und Bremer Bürgermeister (1839–1852).

### Am Wall, Nr. 45 bis 99
- Vor Nr. 45 und der Doventorstraße stand das um 1307 bzw. 1367 errichtete Doventor, das entstand, als das Stephaniviertel in die Befestigungsanlagen einbezogen wurde. Der Giebelabriss erfolgte 1547. Danach zierte eine Windmühle den Torturm. Das Tor wurde 1802/04 abgebrochen und es erfolgte der Bau zweier Wachhäuser für Wache und Akzise-Meister, die beide 1944 zerstört wurden.
- Am Wall 45 bis 94 wurden in den 1960er Jahren sehr beliebige, bedeutungslose drei- bis viergeschossige Wohn- und Geschäftshäuser gebaut.
- Am Wall 64E war um 1841 der Wohnsitz von Carl Friedrich Gottfried Mohr (1803–1888), Advokat, Bremer Senator (1839–1883) und Bremer Bürgermeister (1857–1861, 1864–1867, 1870–1873).
- Am Wall 73 war bis in den 1960er Jahren Sitz der Bremer Toto und Lotto Zentrale, die Tresorräume sind bis heute erhalten. Die Räumlichkeiten wurden bis 2008 vom Tabakgroßhändler Heinz Giesecke genutzt, anschließend von dem Spirituosen-Versandhandel Conalco.
- Am Wall 74A war von 1849 bis 1875 Sitz der Kunsthandlung August Wilhelm Wedekind.
- Am Wall 83A war der Wohnsitz von August Ferdinand Arnold Iken (1793–1853), Jurist, Bremer Syndicus (1828–1849) und Richter.
- Am Wall 94 war der Wohnsitz von Arnold Gerhard Deneken (1759–1836), Advokat und Bremer Senator (1785–1836).
- Zwischen Nr. 94 und Nr. 95 stand das 1324 errichtete Abbentor („portam Abonis“). Die Turmbauten wurden 1547 abgerissen.
- Am Wall 96: 4- und 7-geschossiges Wohn- und Geschäftshaus, Eckgebäude von 2021 mit 85 Appartements und Durchgang zum tieferen Schwanengatt nach Plänen von Westpfahl Architekten (Bremen); das vorhandene zweigeschossige Gebäude wurde ersetzt.[4]
- Am Wall 98 war der Wohnsitz von Johann Georg Iken (1786–1850), Jurist, Bremer Senator (1824–1849) und Richter.
- Am Wall 96–98 steht das Kurt-Gross-Haus aus den 1950er Jahren (heute AXA-Versicherung, die auch Am Wall 99/100 residiert).

### Am Wall, Nr. 100 bis 149
- Am Wall 103 (bis 111) wurde 1958 nach Plänen von Martin Zill und Eberhard Kaiser das fünf- und siebengeschossige Bürohaus der AOK errichtet.

- Am Wall 104/106 war ab 1817 der Wohnsitz von Johann Eberhard Pavenstedt (1777–1860), Advokat und Bremer Senator (1816–1849).
- Zwischen Nr. 110 und 111 stand das 1299 errichtete Ansgariitor („portam sancti Anscharii“). Der Torabriss erfolgte um 1802/04 und der Turmabriss 1831. Heute führt hier die belebte Bürgermeister-Smidt-Straße Straßenbahn und Autoverkehr durch.
- Am Wall 111 stand ab 1822 bis 1879 nach Plänen von Stadtbaumeister Johann Georg Poppe klassizistischer ein dreigeschossiges Wohn- und Geschäftshaus mit fünf Fensterachsen und mit Walmdach für den Weinhändler Liborius Schütte.

Am Wall 113, 1944 zerstört

- Am Wall 113 wurde 1823 nach Plänen von Jacob Ephraim Polzin ein dreigeschossiges Wohnhaus mit drei Fensterachsen für den Kaufmann Konsul Stephan Lürmann gebaut, mit einem eindrucksvollen Portaleingang. Hier wohnte sein Enkel Stephan von Gröning. 1944 wurde das Haus zerstört. Hier steht nun ein sechsgeschossiges Bürohaus der swb AG aus den 1960er Jahren.
- Am Wall 116/119 Merkur-Haus
- Am Wall 121–125 steht aus den 1980er Jahren ein sehr manieriertes Geschäftshaus der Basler-Versicherung mit einer Passage zur Ansgaritorwallstraße.
  - Hier standen früher in den Wallanlagen das Gießhaus und das Reiterhaus (siehe Bremer Wallanlagen)
- Am Wall 128–134 steht seit 1956 das von Friedrich Kraemer und Ernst Sieverts (Braunschweig) entworfene fünf- bis sechsgeschossige Versicherungshaus Am Wall 128/134 für die Vereinigte Leben. Das moderne Gebäude aus Beton und Glas und mit seinen freistehenden Tragwerkspfeilern ist ein Kontrast zu seinen flächigen Nachbarhäusern. Hier führt eine Treppe zur Ansgaritorswallstraße und zur Knochenhauerstraße. Es residiert heute die DAK und die Signal-Iduna-Versicherung.

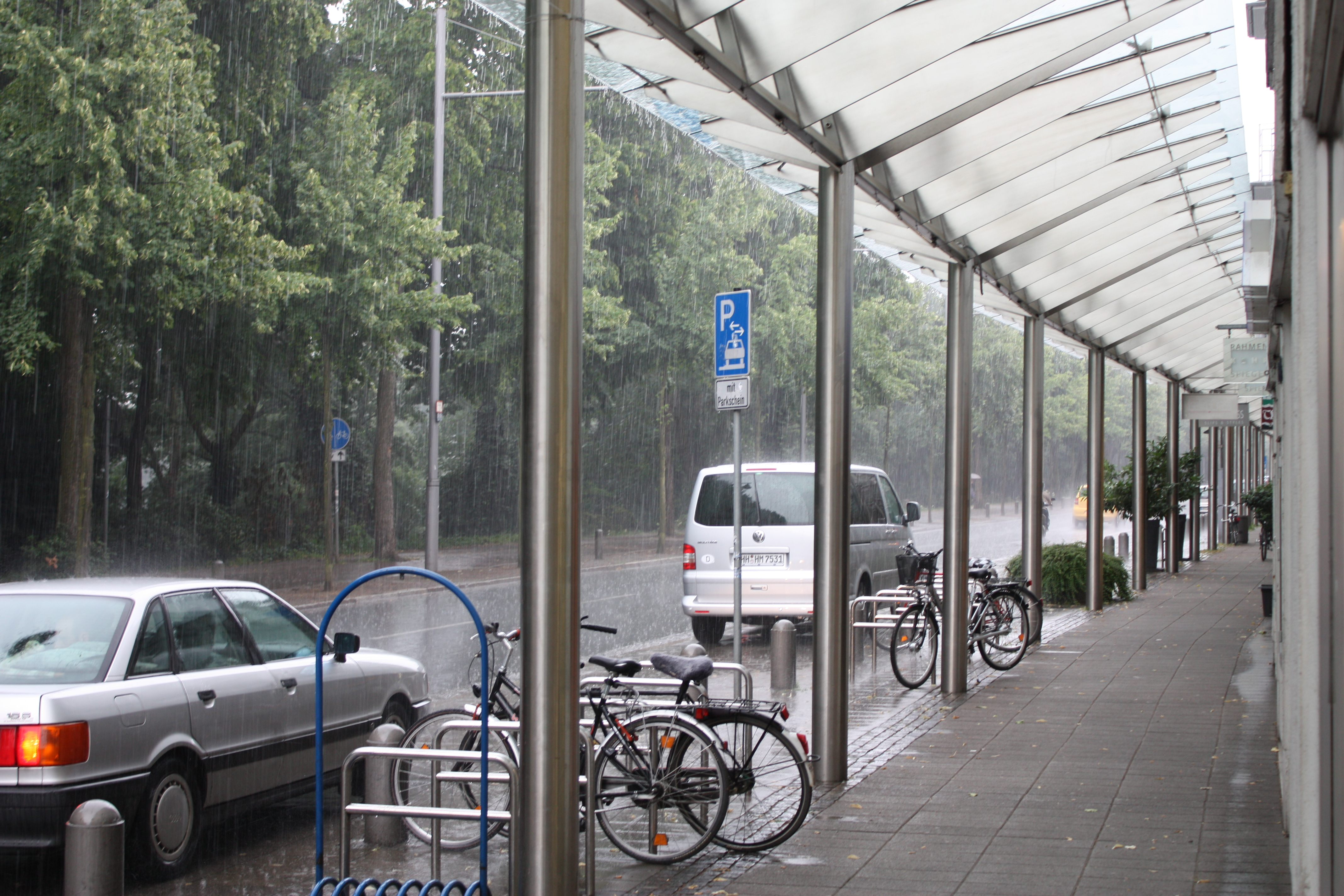
Glasdachpassage

- Am Wall 135 residiert seit den 1960er Jahren der CDU-Landesverband Bremen.
- Glasdach: Im zentralen Bereich der Straße, beidseitig vom Herdentor, wurde in Bauabschnitten vor und nach 2000 eine gläserne Überdachung des Bürgersteiges errichtet. Sie beginnt bei Am Wall 135 und endet bei Am Wall 198.
- Am Wall 137–139 steht seit 2003 ein modernes Geschäftshaus mit der Kleinen Wallpassage zur Herdentorwallstraße; Architekturbüro Gert Schulze.
- Am Wall 140 beherbergt die Herold-Versicherung. Hier führt die kleine Herold-Passage zur Knochenhauerstraße.
- Zwischen Nr. 144 und Nr. 142 stand das 1229 errichtete Herdentor („portam gregum“), als Weg der Viehherden von der Sögestraße zur Bürgerweide. Der Turmabriss erfolgte 1802/04 und 1826.

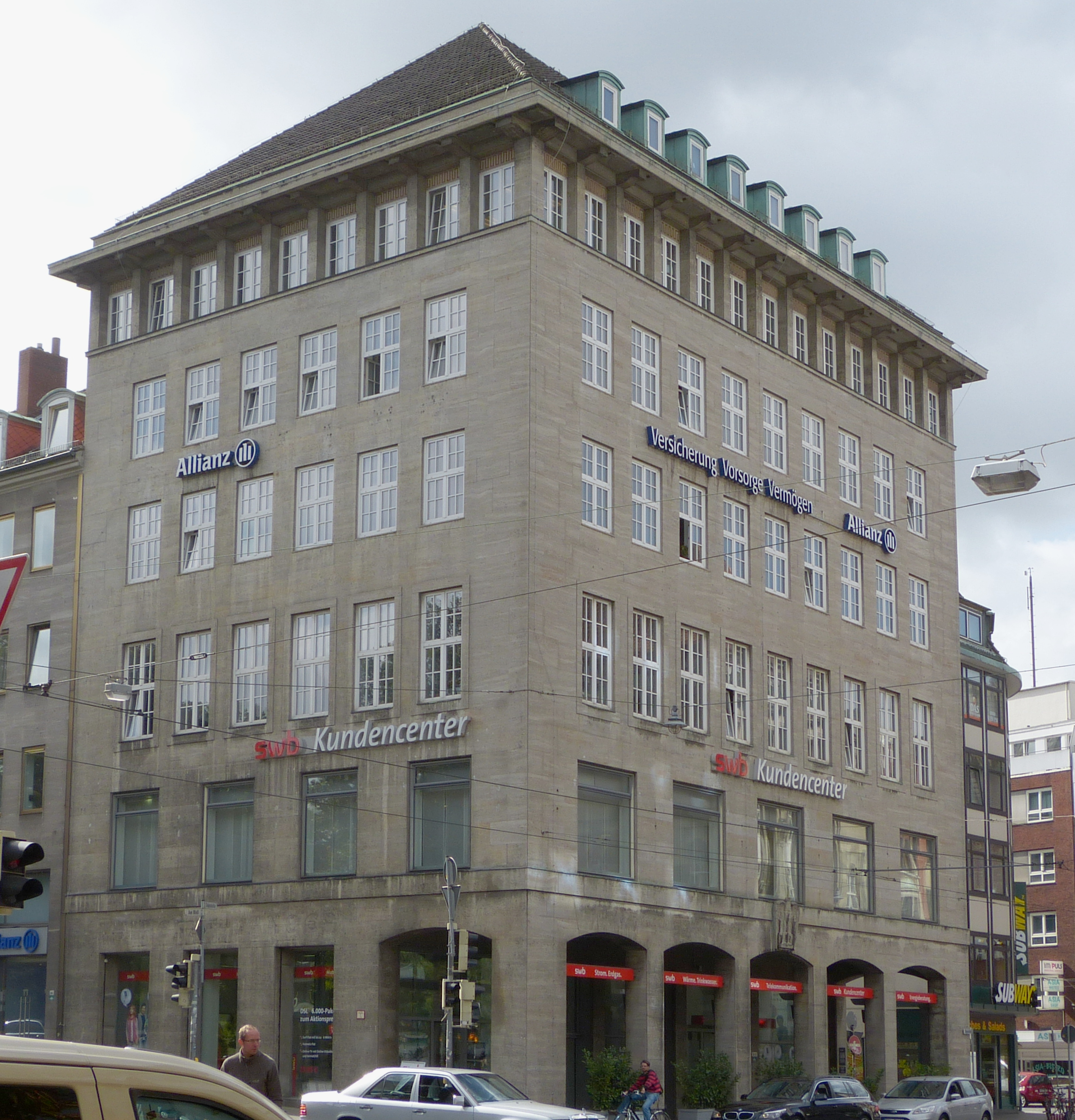
Allianz-Haus

- Am Wall 144/146 und Sögestraße 59/61 ist das Allianz-Haus Bremen an der westlichen Ecke am Herdentor. Nach einer ersten Bebauung im 18. Jahrhundert folgte 1880 ein dreigeschossiger Neubau nach den Plänen von Heinrich Müller im Stil der historisierenden Gründerzeit. Hier residierte die Freimaurerloge Friedrich Wilhelm, die von den Nationalsozialisten um 1933 aufgelöst wurde. Von 1906 bis 1944 war hier auch das Büro der Architektengemeinschaft  Carl Eeg und Eduard Runge. Das Haus wurde um 1944 kriegszerstört. Es folgte von 1950 bis 1951 nach Plänen von Heinz Logemann ein sechsgeschossiger Neubau im Stil der sachlichen Nachkriegsarchitektur. Die Decke der Arkaden zur Westseite ziert eine Fresko mit Kranichen von Felix Uhlig. Heute hat hier die Allianz Versicherung immer noch ihre Filialdirektion Bremen und die swb AG (Stadtwerke Bremen) das Kundencenter. Im Erdgeschoss befindet sich das energiecafé.

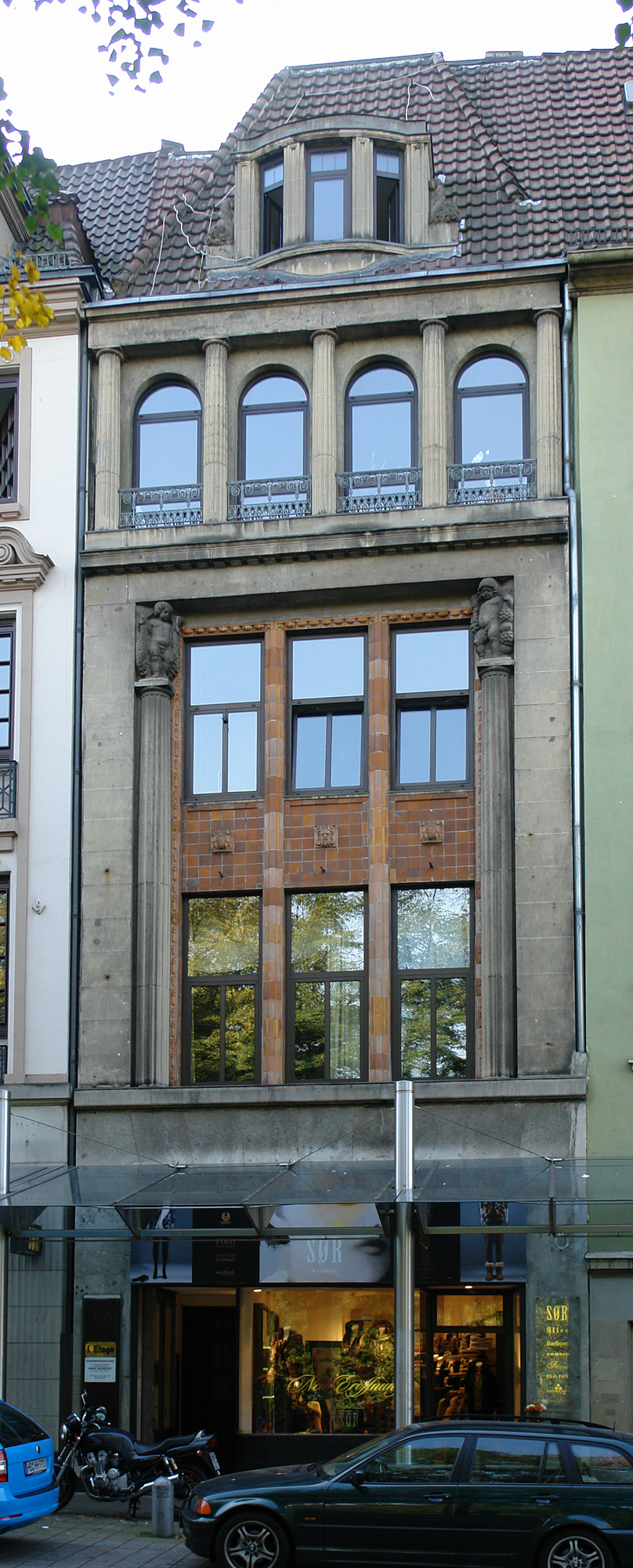
Am Wall 148: Geschäftshaus Walter

- Am Wall 148 befindet sich seit 1915 das viergeschossige Wohn- und Geschäftshaus Walter (D) vom Baumeister Joseph Ostwald, auf einem schmalen, tiefen Grundstück zwischen der Straße Am Wall und der tiefer gelegenen Herdentorswallstraße 26. Die Fassade, mit ihren vier bzw. fünf sichtbaren Stützen, ist, typisch für die Zeit, vertikal gestaltet.

### Am Wall, Nr. 150 bis 199

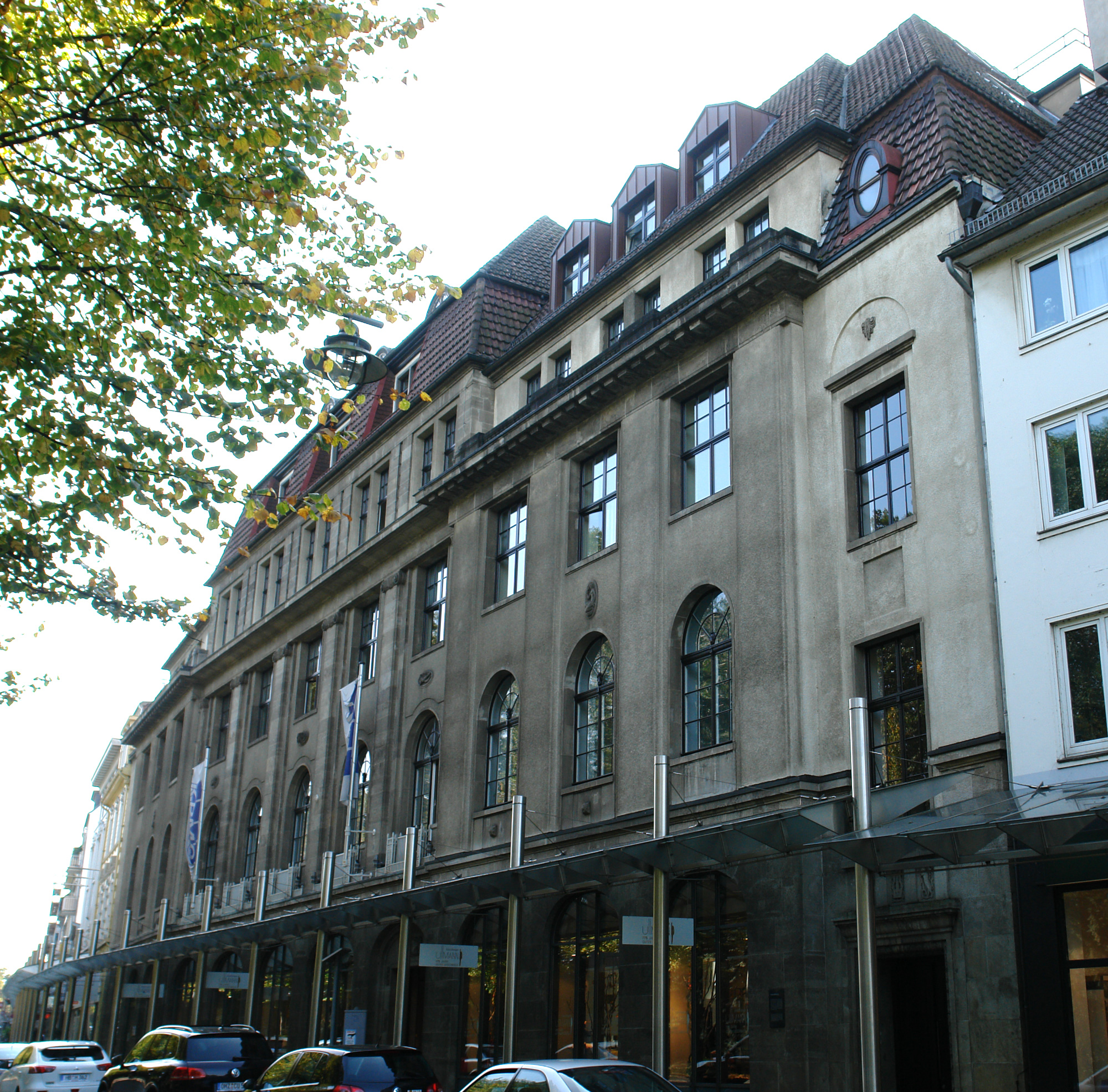
Am Wall 175–177

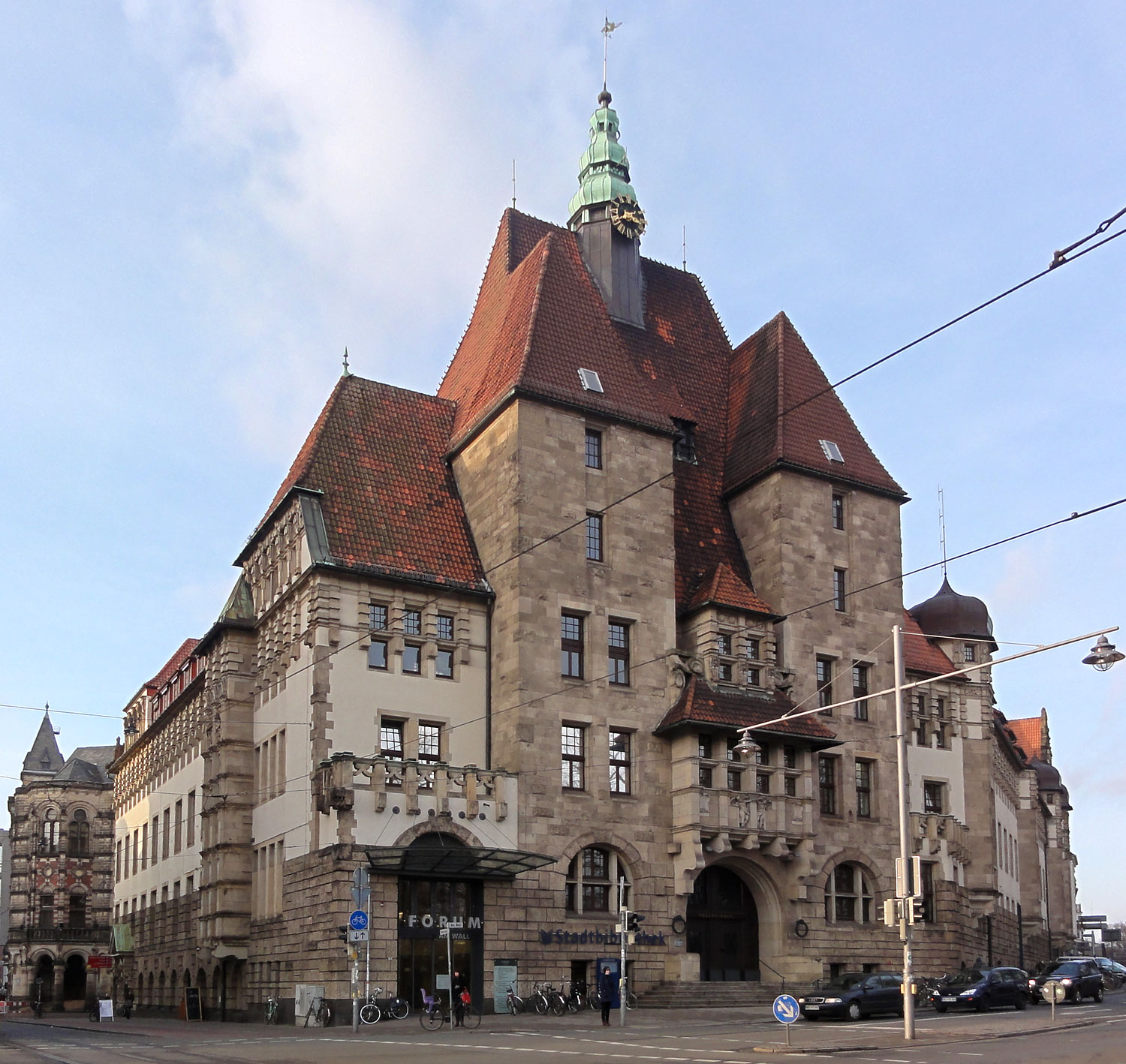
Am Wall 201: Polizeihaus

- Am Wall 151/152 befand sich von 1820 bis 1944 das auch von Polzin gestaltete dreigeschossige Wohn- und Geschäftshaus für den Kaufmann Carl Gotthelf Porthusen mit fünf Fensterachsen, mit dem übliche Walmdach, einem betonten Sockel und mittleren Eingang in einer halbrunden Nische. Heute befindet sich hier das Textilhaus Hespen am Wall.
- Am Wall 155–156 war von 1877 bis 1925 Sitz der Firma W.A. Fritze und W. Fritze. Das heutige Gebäude wurde nach Plänen von Friedrich Schumacher 1950/51 als Securitas-Haus für die Securitas Versicherung errichtet.
- Am Wall 158–161 ist ein gründerzeitliches Geschäftshaus von 1909/11, in dem seitdem bis 2015 das Textilgeschäft Harms am Wall war. Durch das Haus führt über eine Treppe die Harms-Passage zur Einkaufsstraße Schüsselkorb und zum Domshof. 2015 brannte das Haus aus und es wird ab 2020 durch einen Neubau als Geschäfts- und Kontorhaus ersetzt.
- Am Wall 164 befindet sich ein gründerzeitliches Gebäude, das in den 1980er Jahren nach Plänen von Olaf Dinné und Volkhard Meyer-Burg als Haus mit Geschäften in mehreren Etagen umgebaut worden ist. Die Rückseite des Hauses hat eine moderne, bewegte Architektur. Hier befindet sich das Wall-Café.
- Am Wall 165 ist ein Geschäftshaus, in dem das Lampenhaus Prediger untergebracht ist.
- Am Wall 165–167 ist ein Geschäftshaus, in dem sich seit 2023 das Bremer Zentrum für Baukultur befindet.
- Zwischen Nr. 168 und Nr. 169 befindet sich die Bischofsnadel. Hier befand sich das 1274 errichtete Bischofstor („Acus episcopi“), ein enger Durchgang für die Geistlichkeit. Der Abriss erfolgte 1802/04 und 1838 der Bau eines kleinen Wachhauses mit gusseiserner Toranlage in den Wallanlagen.
- Am Wall 173 steht das Wohn- und Geschäftshaus (D), das 1843 im Stil des Klassizismus errichtet wurde. Es ist das letzte erhaltene Wohnhaus aus der ersten Bebauungsphase der Straße nach der Beseitigung der Bremer Stadtmauer von 1802 bis 1804. Die damalige traufenständige Bebauung mit Walmdach und die hell verputzte Fassaden waren hier typisch.
- Am Wall 175 bis 177 wurde von 1911 bis 1912 das drei- bis viergeschossige Textilkaufhaus Stallmann und Harder (D) nach Plänen von Heinrich Wilhelm Behrens und Friedrich Neumark gebaut. Das Haus war Sitz der Werkkunst im Handwerk (WK), einer Reformbewegung von 1897 im Designbereich. Auch heute befindet sich hier ein Möbelgeschäft. Hier wurde erstmals Am Wall eine Viergeschossigkeit zugelassen, eine bedeutsame Entwicklung mit dem Wandel zur Geschäftsstraße. Im linken Seitenteil des EG befand sich das Cafe Theater-Restaurant, gegenüber dem im Krieg zerstörte Stadttheater. Daran erinnern am Eingang von 177 die Reliefs mit bacchantischer Thematik. Das 1. OG waren früher die repräsentativen Clubräume des Theaterrestaurants.
- Am Wall 178 ist ein dreigeschossiges Haus aus der Gründerzeitarchitektur.
- Am Wall 179/180 ist ein Geschäftshaus das von 1911 bis 1912 nach Plänen von Otto Blendermann entstand, vermutlich für Stallmann und Harder.[5] Das Haus war ab 1934 Sitz der Berufsschule der Deutschen Arbeitsfront (DAF).
- Am Wall 184 ist ein Haus aus der Gründerzeit, das um ca. 3 Meter zurückversetzt steht. Ein eingeschossiger Glasbau füllt die Lücke zur Promenade.
- Zwischen Nr. 190 und Nr. 192 befindet sich ein Treppenabgang zur Glockenstraße Richtung Domsheide und zum Ostertorswall
- Am Wall 192 war ein dreigeschossiges Haus mit einem zusätzlichen Mezzanin-Geschoss für den Arzt Julius Bastian, das 1853 von Gerhard Tölcken entworfen wurde. Es stand um vier bis fünf Meter hinter der Baulinie und lediglich ein zweiachsiges Portal war als Loggia davor angeordnet. Portal und die Fenster in den beiden unteren Geschossen schlossen mit einem Halbkreisbogen ab. Eine dreigeschossige Auslucht differenzierte die noch spätklassizistische Fassade und prägte das eindrucksvolle Gebäude, das erst 1965 für einen Neubau Platz machen musste.
- Am Wall 193 ist seit 120 Jahren der Sitz des Zeichenbedarfsgeschäft Zimmermann am Wall.
- Am Wall 196 ist um 1825 vom Bremer Bauinspektor Friedrich Moritz Stamm für den Stadtkommandanten gebaut worden. Von den fünf Fensterachsen des zweigeschossigen Hauses wurden die drei Mittleren hervorgehoben.
- Am Wall 197 entstand 1829 nach einem Entwurf von Polzin für den Kaufmann D. J. Visser ein zunächst zweigeschossiges Gebäude, das später um ein Geschoss aufgestockt wurde. Ein Portal mit ionischen Säulen gab dem fünfachsigen Gebäude eine repräsentative Note.
- Am Wall 198 ist der Sitz des Justizzentrums in Bremen für die Gerichte Hanseatisches Oberlandesgericht Bremen, Finanzgericht, Arbeitsgericht Bremen-Bremerhaven und Landesarbeitsgericht. Die Glasüberdachung der Promenade endet hier.

### Am Wall, Nr. 200 bis 201
- Am Wall 200 stand von 1823 bis 1905 das nach Plänen von Polzin gebaute zweigeschossige, fünfachsige Haus der Union von 1801, das später Konditorei, Kaffeehaus, Lotterie-Collekte, Comtoir der Weinhandlung Mester & Wiechmann war.

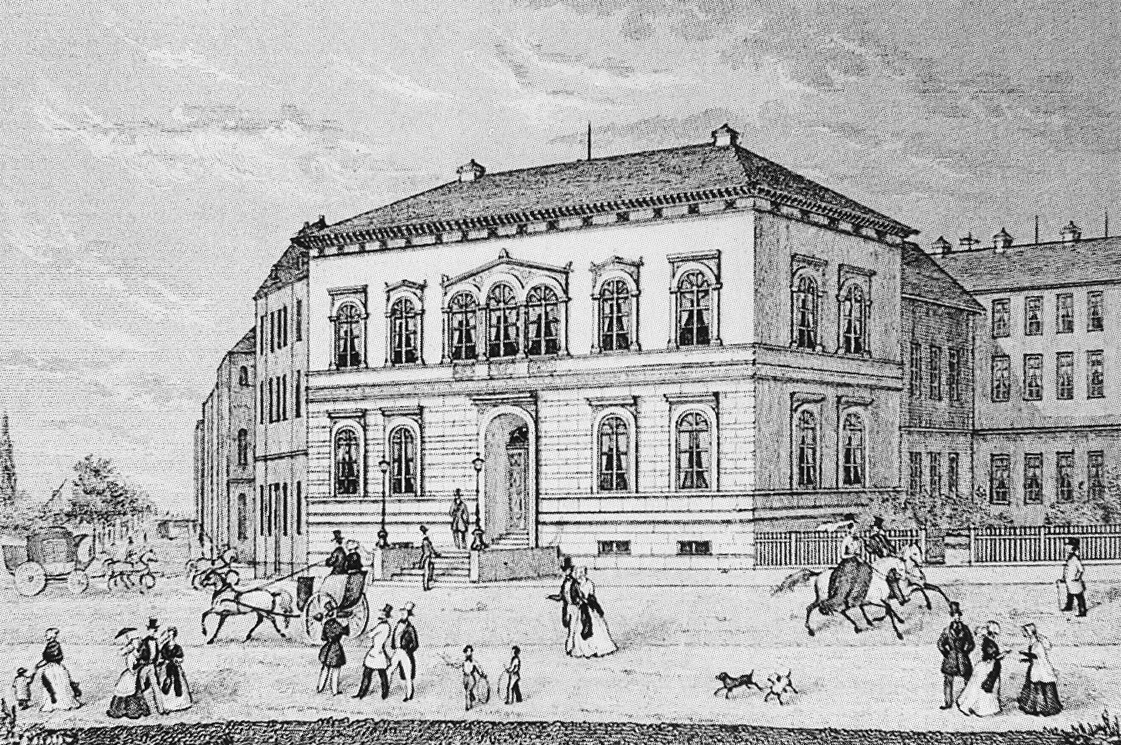
Die Union von 1801 Ecke Am Wall / Ostertorstraße im Jahr 1845

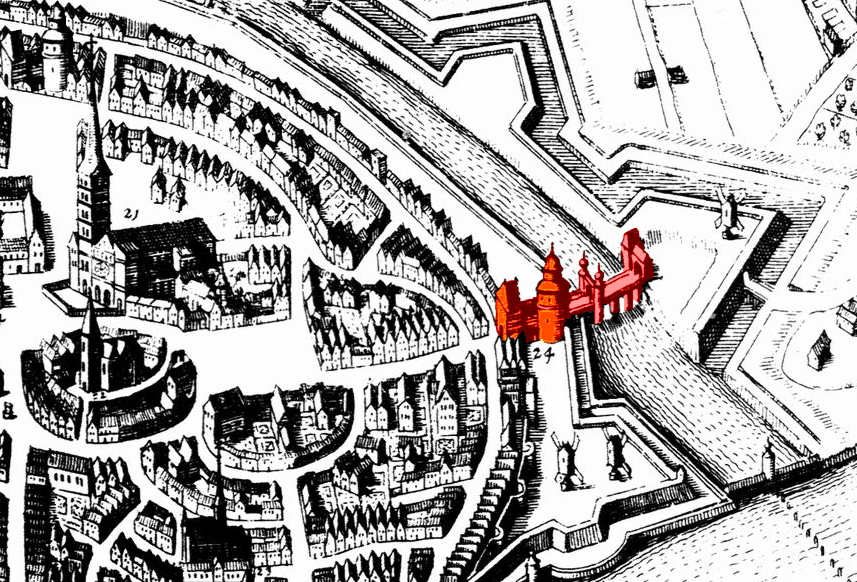
Früherer Standort vom Osterthor 1640/41 (rot hervorgehoben)

- Am Wall 201 Haus der Union: 1801 baute die Union von 1801, ein Klub der jungen Kaufleute, ihr viergeschossiges Clubhaus an der Ecke zur Ostertorstraße.
- Die Häuser Nr. 200 und Nr. 201 wurden um 1905 abgerissen. Auch der als Gefängnis genutzte Hurrelturm, der noch von der alten Stadtmauer übrig geblieben war, wurde 1905 abgerissen, so dass nur noch die Straße Hurrelberg an den Turm erinnert.
- Polizeihaus: Von 1906 bis 1908 entstand dort das Polizeihaus (D) nach Plänen des Architekten Carl Börnstein. Als das Stadthaus beim Bremer Rathaus für das Neue Rathaus weichen musste, war es notwendig für die im Stadthaus untergebrachte Polizei ein neues Gebäude zu erstellen. Nach langem Streit um den Standort wurde 1903/04 ein Architektenwettbewerb durchgeführt, den Börnstein gewann. Die Fassade ist vom Stil noch von einem romantischen Historismus aber auch vom Jugendstil geprägt, während im Inneren viele Jugendstilelemente gezeigt wurden. Der stilistisch überzogene Eingangsbereich mit den zwei turmartigen Aufbauten von 36 m Höhe wurde nach 1945 durch Walme ergänzt. Das machtvolle Polizeihaus prägte seitdem das Erscheinungsbild der Straßen Am Wall und Osterstraße. Die hohen Blendengiebel der Fassade zum Ostertor sind nicht erhalten.[6] 2001 verkaufte die Stadt das Gebäude an die Unternehmergruppe Zechbau und diese 2003 an den Sachsen-Fonds der Sachsen LB (Landesbank Sachsen).
- Wall-Forum: Nach einem Umbau von 2003/04 nach Plänen von Thomas Klumpp befindet sich heute im ehemaligen Polizeihaus das Wall-Forum mit Geschäften, Gaststätten, der Stadtbibliothek Bremen, der Rudolf-Alexander-Schröder-Stiftung, verschiedenen Gerichten wie Staatsgerichtshof, Verwaltungsgericht, Oberverwaltungsgericht und Sozialgericht, sowie weiterhin das Polizeirevier des Stadtteils Mitte.

### Am Wall, Nr. 202 bis 207
- Zwischen Nr. 201 und Altenwall und bis Nr. 209 befand sich die 1238 errichtete Anlage des Ostertors („valvam orientalem civitatis nostre“), die um 1512/14 zum Osterzwinger ausgebaut wurde. Der Torturm aus dem 14. Jh. wurde 1624 teilweise und 1828 ganz abgerissen. Um 1644 war die Erweiterung um eine zweite Toranlage. 1802/04 erfolgte der Abrisse und der Bau von einem kleinen Wachhaus. Die beiden heute noch bestehenden Torgebäude (Nr. 208/209) wurden 1849 im Bereich der Kunsthalle gebaut (D).

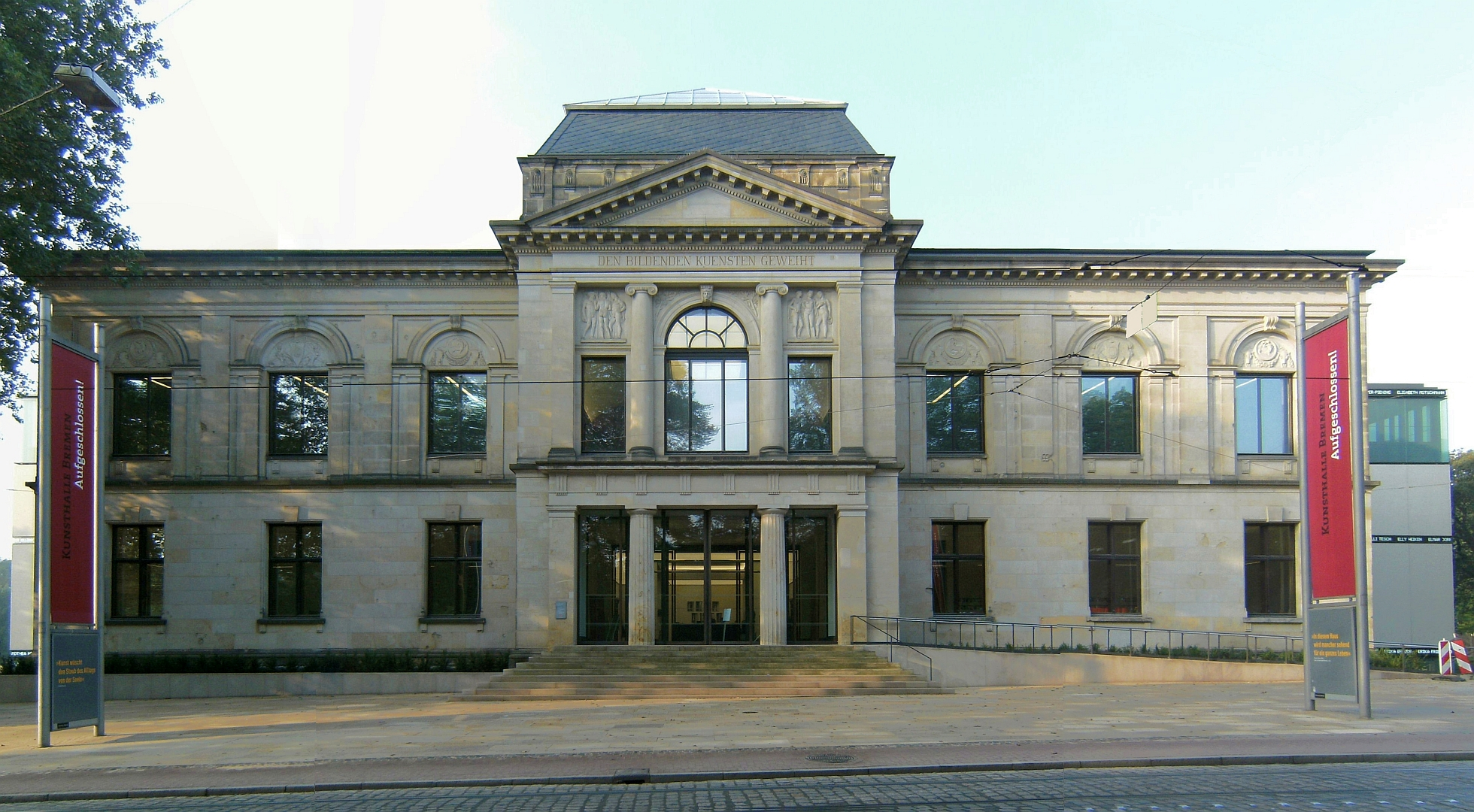
Kunsthalle Bremen

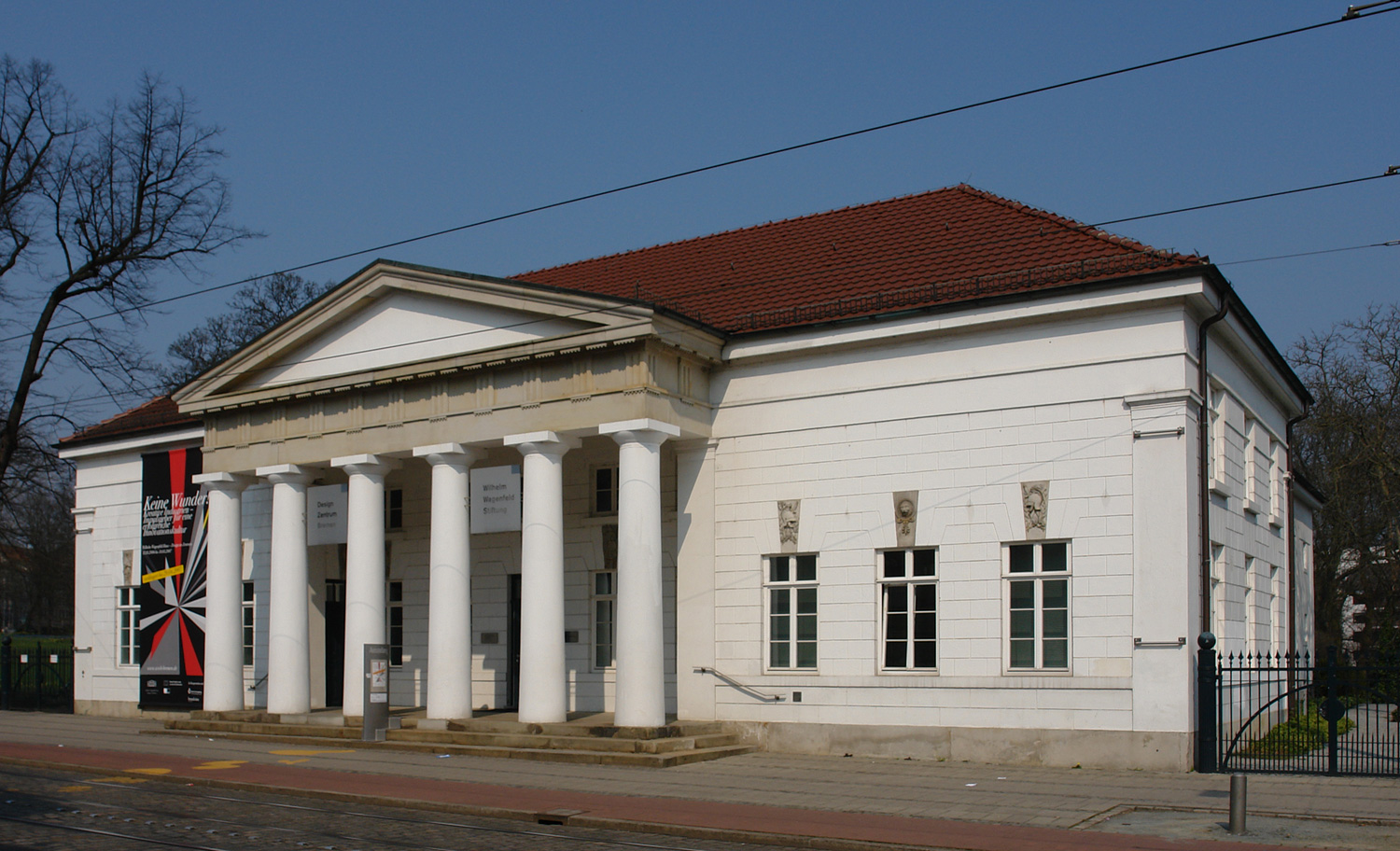
Ostertorwache, ehemaliges Detentionshaus, heute Wilhelm-Wagenfeld-Haus

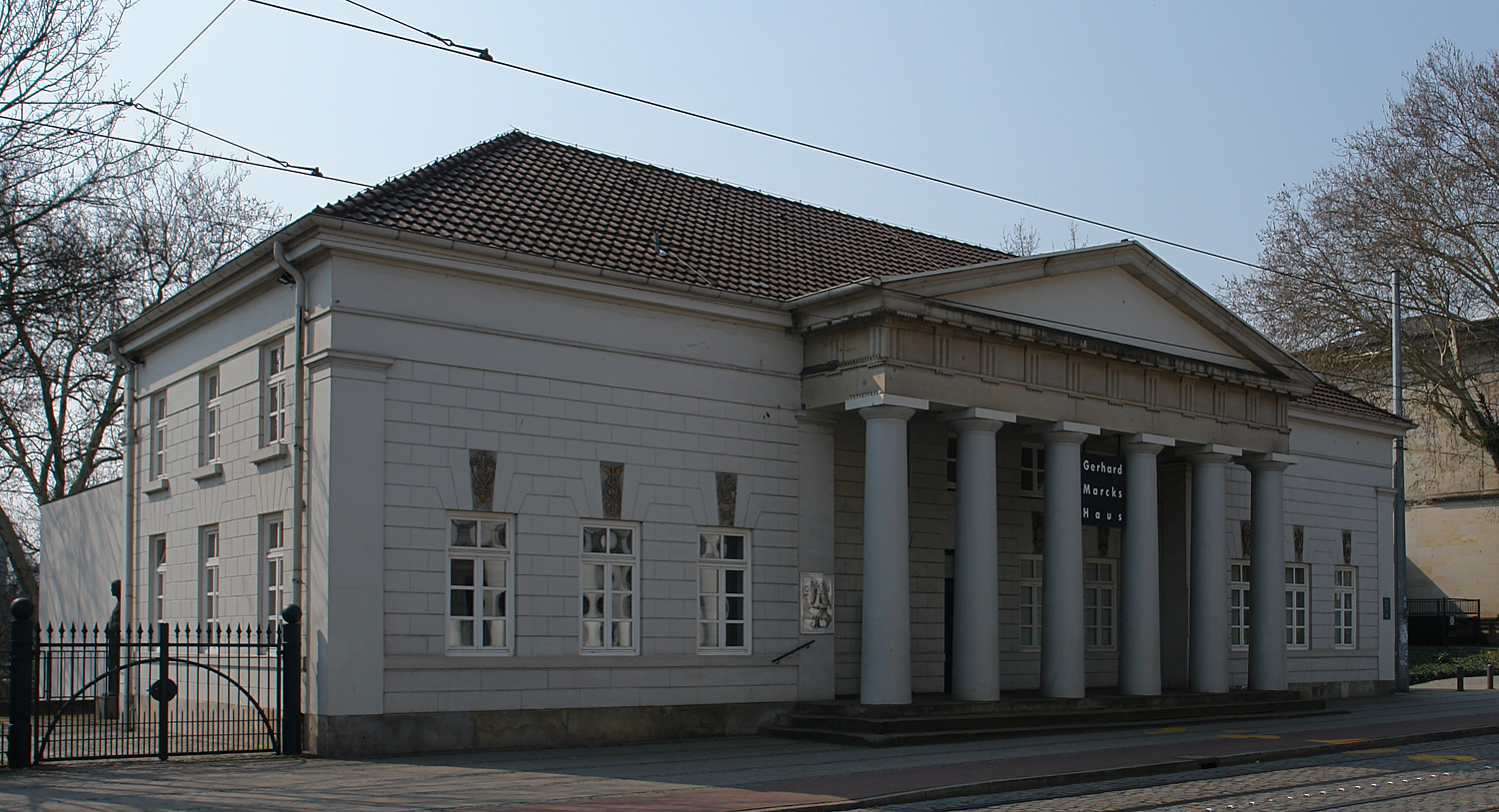
Ostertorwache, ehemaliges Akzisehaus, heute Gerhard-Marcks-Haus

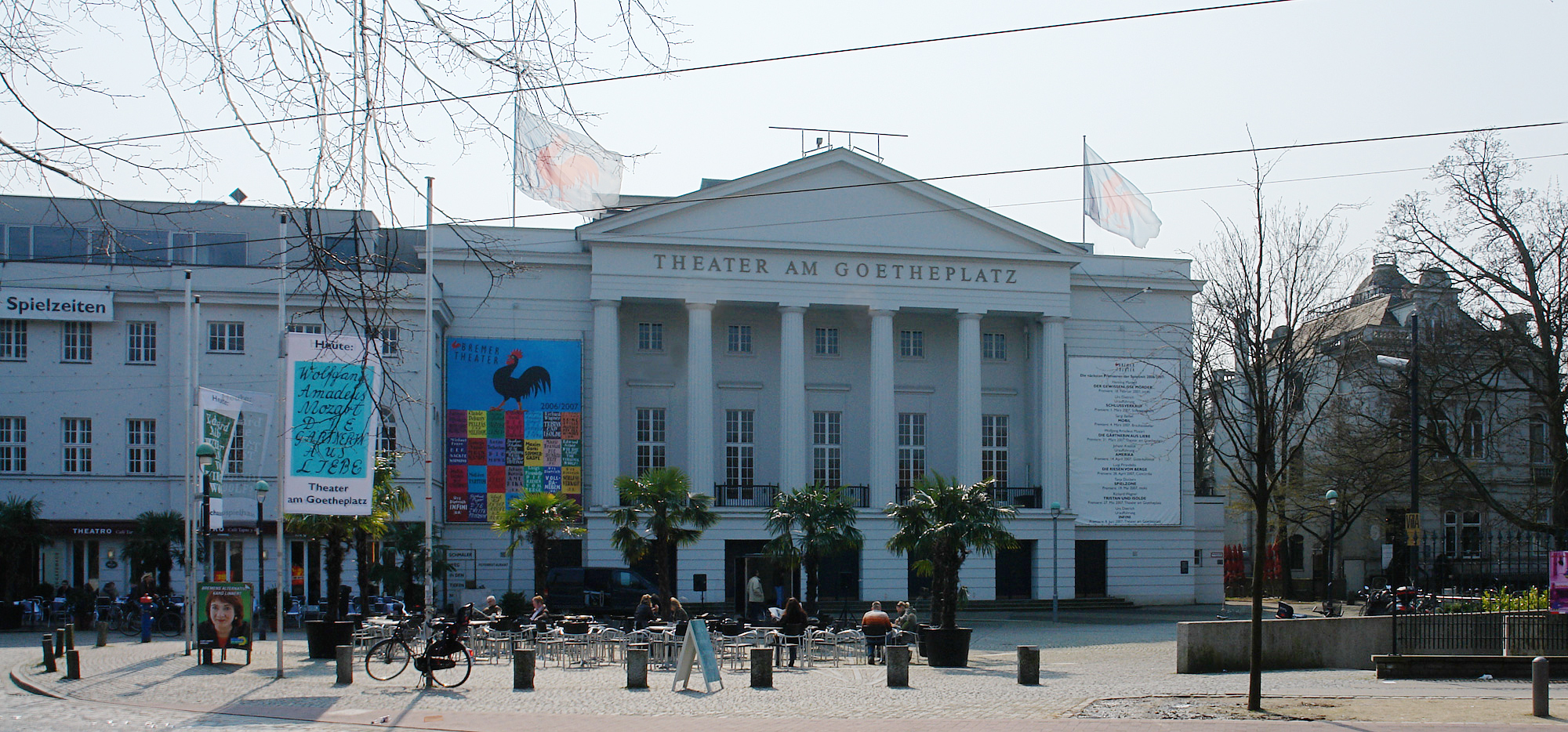
Theater am Goetheplatz

- Kunsthalle: Am Wall 207 steht die Kunsthalle die nach Plänen von Lüder Rutenberg von 1847 bis 1849 im Stil des Klassizismus errichtet wurde. Eine erste Erweiterung erfolgte von 1898 bis 1902 nach Plänen von Eduard Gildemeister und Albert Dunkel im Stil des Historismus. 1982 wurde dann ein moderner rotsteiniger Anbau nach einem Entwurf des Architekten Werner Düttmann angefügt. Der Düttmann-Entwurf sah als Fassade im Entwurf eine neutralere Betonflächen vor. Von 2010 bis 2011 werden nach dem Abriss des Anbaus von 1982 entsprechend den Plänen der Architekten Hufnagel, Pütz und Rafaelian aus Berlin zwei Gebäudeflügel an das Hauptgebäude angefügt.
- Am Wall 209 befindet sich das so genannte Detentionshaus, das von 1825 bis 1828 nach Plänen von Friedrich Moritz Stamm im Stil des Klassizismus mit dorischen Säulen errichtet wurde und ursprünglich als Wachhaus und Gefängnis diente. Nachdem die Stadttore 1802/04 abgerissen wurden, mussten auf Grund der noch vorhandenen Zollgrenzen in Deutschland die Wachäuser entstehen. Nach Umbauten von 1971 (von Bert Gielen) und 1998 (von Katja und Heiner Klausing) ist heute das Wilhelm-Wagenfeld-Haus als Museum hier untergebracht.
- Am Wall 208, also gegenüber, befindet sich das ehemalige Akzisehaus (Zollhaus) von 1838, das auch von Stamm entworfen wurde und in dem sich heute nach einem Umbau von Peter Schnorrenberger (1991) das Gerhard-Marcks-Haus befindet, ein Museum mit Werken von Gerhard Marcks.
- Am Wall 212 ist der Standort der Herdentorswallmühle (D), die 1833 von Berend Erling erstellt und 1898 umgebaut wurde.
- Das Theater am Goetheplatz, Goetheplatz Nr. 1–3 (D) wurde zwischen 1912 und 1913 nach Plänen der Architekten August Abbehusen und Otto Blendermann erbaut.
- Der Bau des zweiten Bremer Stadttheater (ab 1933 Staatstheater) begann 1841 als neues Schauspielhaus nach Entwürfen von Heinrich Seemann Heinrich auf der Bischofsnadel-Bastion, später auch Tempelberg oder Theaterberg genannt. Das dreigeschossige, klassizistische Gebäude war zum Wall 36 Meter breit und 47 Meter tief. Die Fassade zum Wall hin kennzeichnete ein Risalit, der in einem dreieckigen Giebel mit Akroterien abschloss. Es wurde 1944 im Zweiten Weltkrieg zerstört und die Ruine 1965 abgerissen.[7][8][9]

Der Baumeister Diedrich Christian Rutenberg plante und baute Am Wall von 1825 bis 1841 im klassizistischen Stil 15 Häuser, die im Zweiten Weltkrieg zerstört wurden.

### Häuser am Altenwall

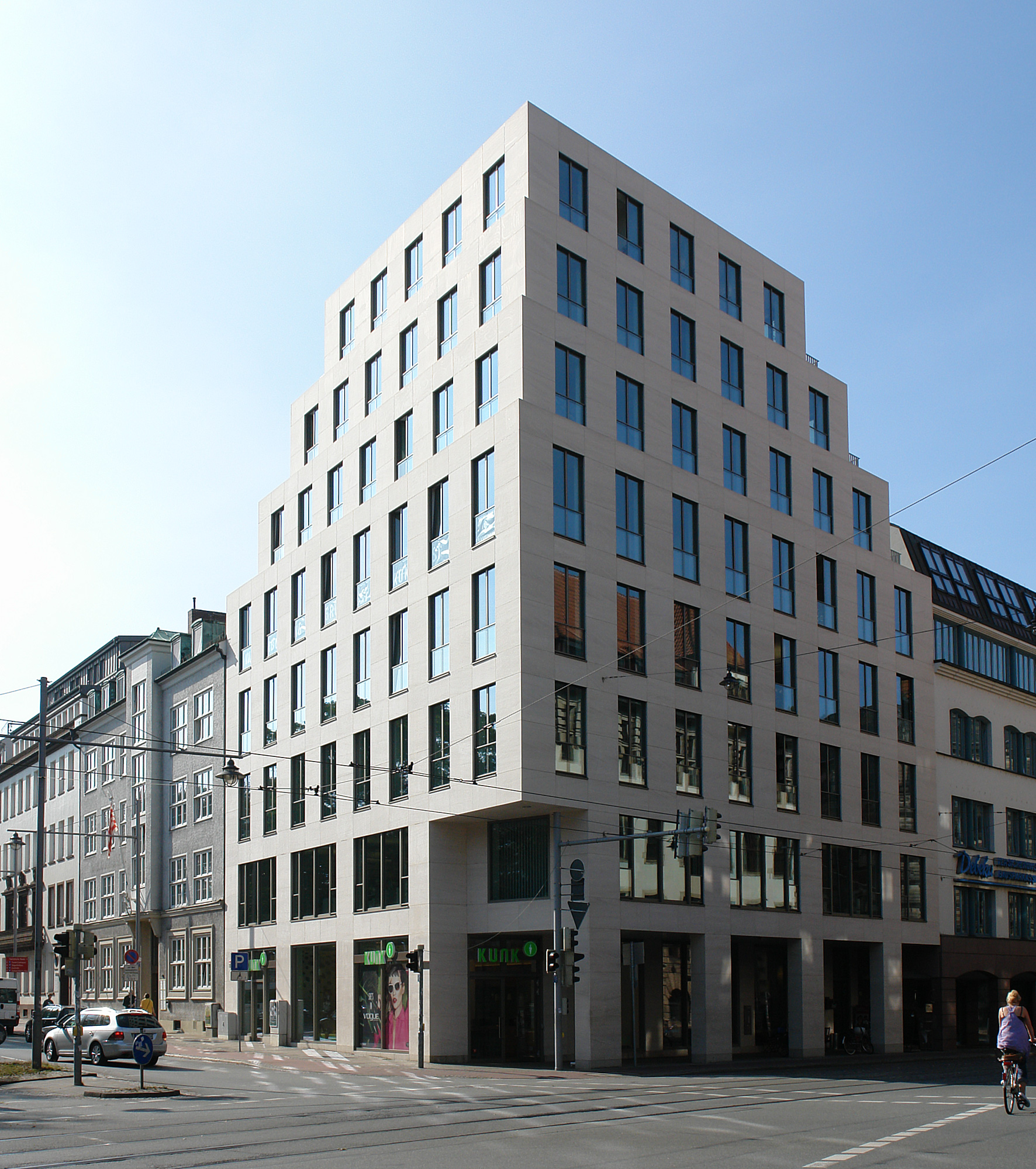
Kontorhaus Altenwall

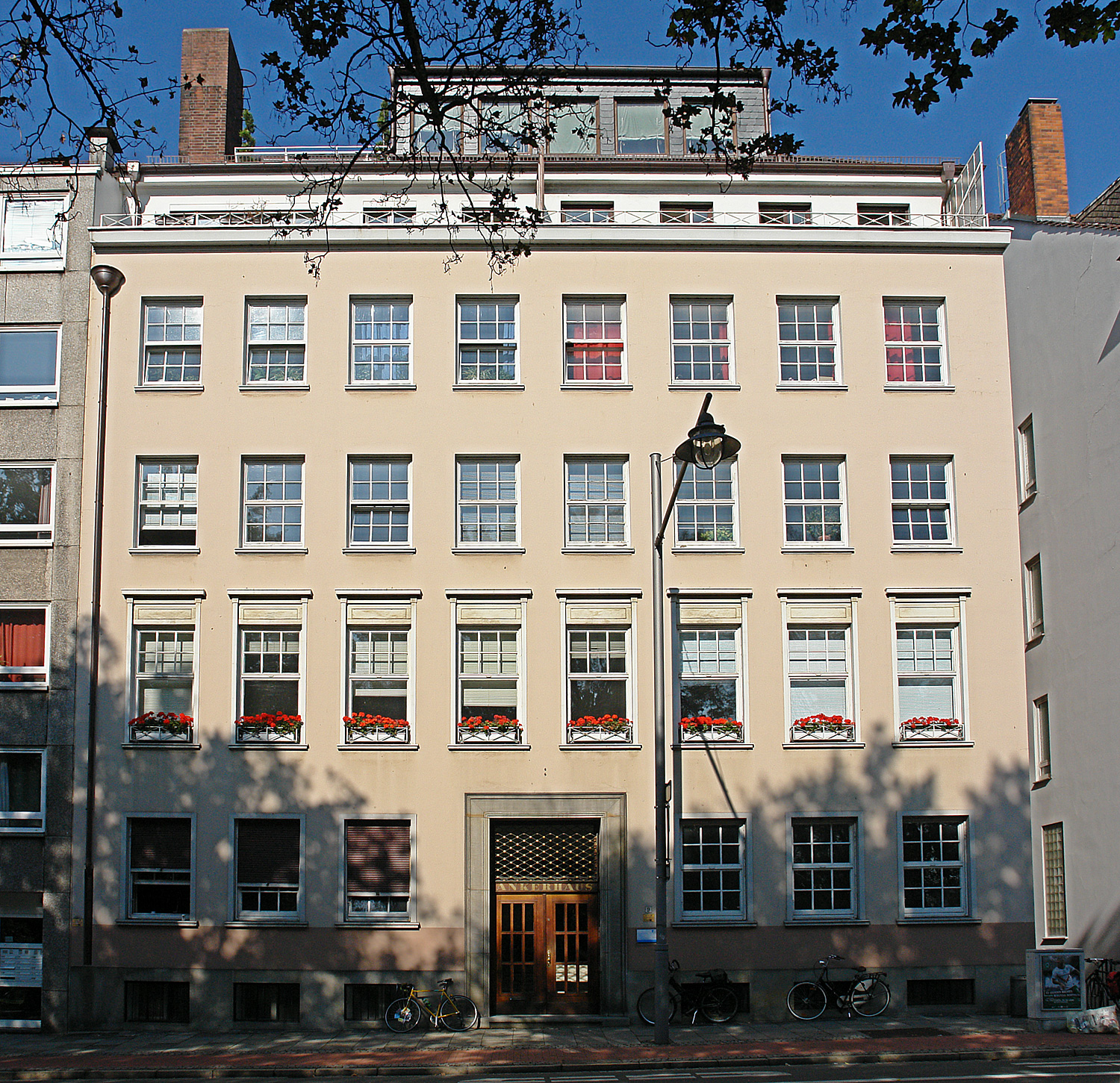
Altenwall Nr. 9: Ankerhaus

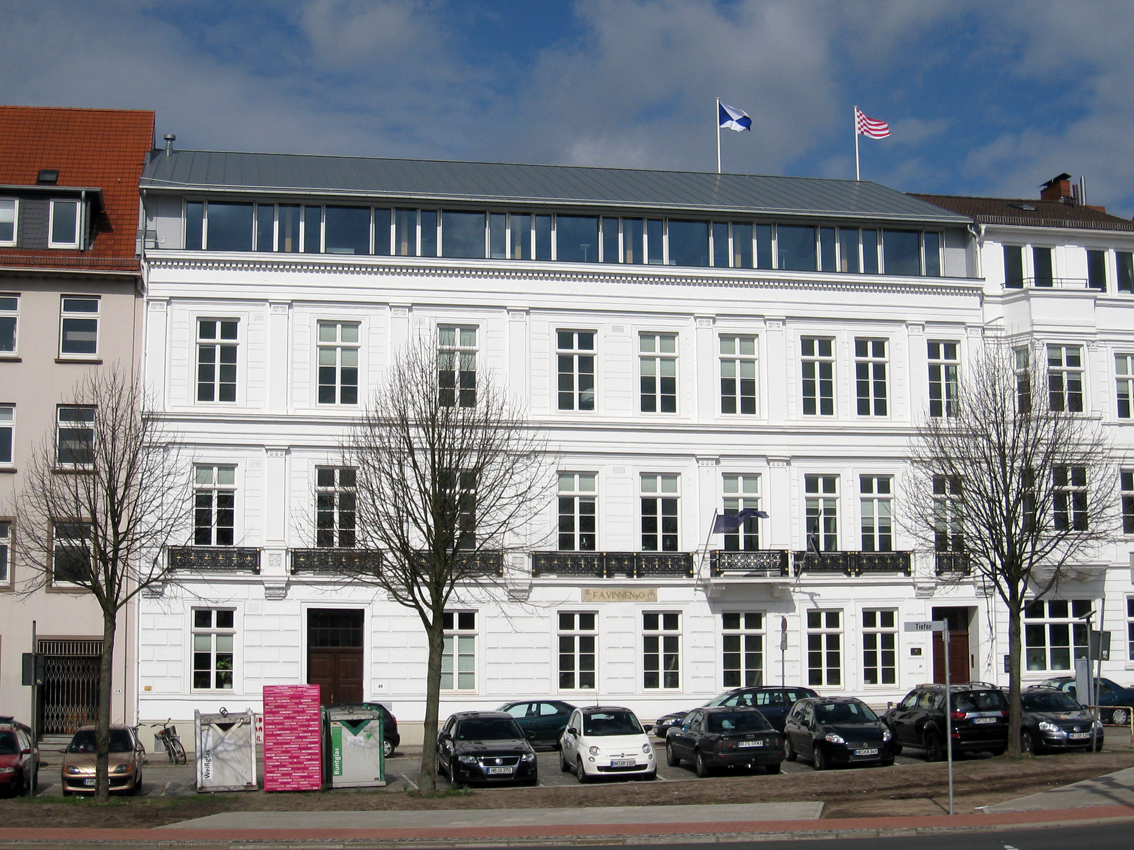
Altenwall Nr. 21–23: Vinnen & Co.

Von Am Wall 201 bis zum Tiefer, nördlich der Weser, führt die die Wallanlagen begleitende Straße den Namen Altenwall. Beachtenswerte Häuser sind:
- Nr. 1 bis 3: Hier entstand 2009 gegenüber dem Wallforum (Am Wall 201) das neue bis zu achtgeschossige Kontorhaus Altenwall nach den Plänen von Jan Jakob Schulze und Martin Pampus, das den BDA-Preis Bremen 2010 erhielt.
- Nr. 6: Viergeschossiges Hollweg-Haus von 1951 nach Plänen von Fritz Brandt mit Sitz der Karin und Uwe Hollweg-Stiftung und dem Kunstverein Bremen.
- Zwischen Nr. 8 und 9 befindet sich ein Treppenabgang zum Schnoor-Viertel.
- Nr. 9: Viergeschossiges Ankerhaus mit Resten der Stadtmauer (D).
- Nr. 10/11 ist ein neugestaltetes sechsgeschossiges Geschäftshaus.
- Nr. 13 bis 18: Dreigeschossige Häuser der Gründerzeit mit u. a. Sitz des Kultursenators.
  - Nr. 16 war von 1919 bis 1945 der Sitz der Landwirtschaftskammer Bremen. Das Haus wurde 1945 zerstört.
  - Nr. 17/18 Sitz der Firma Gebrüder Kulenkampff
- Nr. 20: Fünfgeschossiges Bürohaus mit Sitz der Reederei F. A. Vinnen & Co., das Adolf Vinnen erbauen ließ.
- Nr. 21 bis 23: Drei- bis viergeschossige klassizistische Wohnhäuser (D), in denen sich heute Büros befinden. Die Häuser wurden nach Plänen von Carl Eeg 1912 für die Reederei Vinnen umgebaut
- Von Nr. 25 bis Nr. 28 stehen zumeist viergeschossige Geschäftshäuser der Nachkriegszeit.

## Straßenverlauf und Gebäude

### Straßenverlauf
Im Westen beginnt die Straße Am Wall seit 2006 als Fortsetzung der Eduard-Schopf-Allee an der Doventorstraße, die nach Süden die Einkaufsstraße Faulenstraße erreicht und der Straße Doventor, die nach Norden in die Daniel-von-Büren-Straße übergeht. Hier ist sie für den Kfz-Verkehr in beiden Richtungen befahrbar. Im weiteren Verlauf nach Osten ist sie für den Kfz-Verkehr nur in Fahrtrichtung Osten zu befahren, nur der Altenwall ist nicht als Einbahnstraße eingerichtet. Ab Doventor verläuft auf Am Wall, dann auf dem Altenwall bis Osterdeich auf der Wallseite ein breiter Zweirichtungsradweg im Verlauf der Radpremiumroute D.15, teilweise auf ehemaligen Fahrbahnflächen. 
Vorbei an der Abbentorstraße verläuft die Straße in Richtung Bürgermeister-Smidt-Straße, kreuzt die Straße am Ansgaritor/Ansgaritorstraße teilweise als Brücke (der Zweirichtungsrawdeg verläuft über die Brücke) und führt dann zur Kreuzung Herdentor und Sögestraße. Nach Norden kann von hier der Bremer Hauptbahnhof und die Bahnhofsvorstadt, nach Süden über die Fußgängerzonen via Sögestraße vorbei am Denkmal Schweinehirt und seine Herde der Bremer Marktplatz erreicht werden. Es folgt nach Osten die Bischofsnadel, eine Fußgängerunterführung, die vom Domshof kommend nach Norden in die Wallanlage zum Präsident-Kennedy-Platz führt.
Die Straße verläuft dann vorbei an dem Durchgang Glockengang zur Kreuzung Ostertorstraße. Hier befindet sich das Wall-Forum mit einer kleinen Einkaufspassage und der Stadtbibliothek Bremen, die 2004, nach dem Umbau des vorherigen Polizeihauses, hier ihren Standort fand.
Nach Süden wird die Wallanlage nunmehr von der Straße Altenwall begleitet, die zur Weser und zur Tiefer bzw. zum Osterdeich führt. Die Straße Am Wall selbst knickt nach Osten ab; vorbei an der Kunsthalle Bremen und dem früheren Wachhäusern und Gefängnis, heute Wilhelm-Wagenfeld-Museum, durch die Wallanlagen wird am Schluss der Goetheplatz mit dem Theater am Goetheplatz erreicht und der Ostertorsteinweg, der in das so genannte Viertel mit (Ortsteile Ostertor und Steintor) geleitet.

### Ehemalige Straßenverläufe im Westen
Die Straße war früher im Westen noch länger:
- Ursprünglich folgte sie den Wallanlagen, die bis 1811 als Parkanlage gestaltet wurden, bis zur Weser.[10]
- Beim Bau der Eisenbahn nach Oldenburg 1867 wurde der Bereich der Wallanlagen direkt an der Weser zugeschüttet, was auch die Straße geringfügig verkürzte.[11]
- Ende des 19. Jahrhunderts wurde die Hafenstraße durch die Wallanlagen leicht nördlich vom Stephanitor gebaut, die kleine Straße Am Wall ging westlich davon weiter.[12][13]
- Mit dem Bau der 1939 eingeweihten Westbrücke (heute Stephanibrücke) östlich der Eisenbahnbrücke wurden die Wallanlagen und die angrenzende Straße nochmals verkürzt.
- Nach dem Ende des Zweiten Weltkrieges war das Gebiet zerstört. Die Straße Am Wall wurde westlich des Doventors nicht wieder aufgebaut, sondern gradlinig mit der 1947 wiedereröffneten Stephanibrücke verbunden und dadurch erstmals auch in diesem Bereich zur Hauptverkehrsstraße. Die früher hier dominierende Hafenstraße wurde auch nicht wieder aufgebaut.[14]
- Nach dem Ausbau der Brücke wurde die westliche Verlängerung der Straße Am Wall zu einem „Fly-Over“, der als Zubringer aus Richtung Osten zur Brücke in beträchtlicher Höhe einen neu entstandenen Verkehrsknoten überquerte.[15]
- Dieser „Fly-Over“ wurde wieder abgerissen, um 2006 die Eduard-Schopf-Allee bauen zu können, die heute die Altstadt mit der Überseestadt verbindet.

### Denkmäler
- Der Rosselenker, Bronzedenkmal von 1902 von Louis Tuaillon in der Nähe Bischofstor/Theaterberg.
- Kaisen-Denkmal aus Bronze von Christa Baumgärtel; 2012 zum 125. Geburtstag von Wilhelm Kaisen in Höhe Herdentorsteinweg aufgestellt.

- Am Altenwall befindet sich in den Wallanlagen hinter der Kunsthalle
  - seit 2010 das Heinrich-Heine-Denkmal, Entwurf Waldemar Grzimek, Berlin
  - das 1934 errichtete Kriegsgefangenendenkmal, Entwurf Herbert Kubica und Rudolf Richter
  - das 1935 errichtete Ehrenmal für die im Ersten Weltkrieg gefallenen Bremer auf der Altmannshöhe, Entwurf Ernst Gorsemann und Heinrich Wiepking-Jürgensmann